# Deltocyathus corrugatus
Espèce
Statut CITES
Deltocyathus corrugatus est une espèce de coraux appartenant à la famille des Deltocyathidae ou Caryophylliidae.